# 9081 Hideakianno
A 9081 Hideakianno (ideiglenes jelöléssel 1994 VY) a Naprendszer kisbolygóövében található aszteroida. Akimasa Nakamura fedezte fel 1994. november 3-án.